# Julien Morice
Pour les articles homonymes, voir Morice.
Julien Morice, né le 20 juillet 1991 à Vannes, est un coureur cycliste français. Spécialiste de la piste et en particulier de la poursuite, il a remporté le titre de champion de France de cette spécialité à de multiples reprises. Il a également été champion d'Europe espoirs de cette discipline en 2008. Le 1er janvier 2015, il passe professionnel au sein de l'équipe Europcar.

## Biographie
Sélectionné pour représenter la France lors des mondiaux du 18 au 22 février 2015 sur le vélodrome de Saint-Quentin-en-Yvelines, il bat deux fois le record de France de la poursuite par équipe avec Bryan Coquard, Damien Gaudin et Julien Duval. Cette performance permet à la France de terminer septième de l'épreuve. En poursuite individuelle, il obtient la médaille de bronze grâce à sa victoire sur le Russe Alexander Serov lors de la petite finale. En fin de saison, il participe aux championnats de France de cyclisme sur piste, qui se tiennent du 1er au 4 octobre au Vélodrome de Bordeaux. Il gagne un titre dès le premier soir, celui de l'épreuve de poursuite par équipes associé à Thomas Boudat, Bryan Coquard et Bryan Nauleau. Il remporte un second maillot bleu blanc rouge lors de l'omnium en clôture de la compétition.
Au mois d'octobre 2016, il prolonge le contrat qui le lie à l'équipe continentale professionnelle Direct Énergie.
Au mois d'août 2017, il s'engage avec la nouvelle équipe continentale professionnelle créée par Jérôme Pineau. 
Le 24 janvier 2018, il remporte le contre-la-montre inaugural du Tour de Sharjah, son premier succès sur route chez les professionnels mais également la première victoire de son équipe, Vital Concept, pour sa première apparition sur une course UCI.
En octobre 2021, son contrat avec B&B Hotels p/b KTM est prolongé jusqu'en fin d'année 2022. L'équipe disparaissant faute de financement, il décide de mettre un terme à sa carrière le 15 décembre 2022,.

## Palmarès sur piste

### Championnats du monde
- Copenhague 2010
  - 9e de la poursuite par équipes
  - 21e de la poursuite individuelle
- Apeldoorn 2011
  - 9e de la poursuite individuelle
  - 12e de la poursuite par équipes
- Saint-Quentin-en-Yvelines 2015
  -  Médaillé de bronze de la poursuite individuelle
  - 7e de la poursuite par équipes

### Championnats du monde juniors
- Le Cap 2008
  - 4e de la poursuite par équipes juniors
- Moscou 2009
  - 5e de la poursuite par équipes juniors
  - 9e de la poursuite individuelle juniors

### Championnats d'Europe
- Pruszków 2008
  -  Champion d'Europe de la poursuite par équipes juniors (avec Julien Duval, Erwan Téguel et Emmanuel Kéo)
- Minsk 2009
  -  Médaillé de bronze de la poursuite par équipes juniors
- Saint-Pétersbourg 2010
  -  Médaillé de bronze de la poursuite par équipes espoirs
- Anadia 2013
  -  Médaillé d'argent de la poursuite par équipes espoirs

### Championnats de France
- 2008
  - 2e de la poursuite par équipes juniors
- 2009
  -  Champion de France de poursuite individuelle juniors
  - 2e de la poursuite par équipes juniors
- 2010
  -  Champion de France de poursuite par équipes (avec Jérémie Souton, Bryan Nauleau, Benoît Daeninck et Damien Gaudin)
  - 2e de la poursuite individuelle
- 2011
  -  Champion de France de poursuite par équipes (avec Bryan Coquard, Morgan Lamoisson, Damien Gaudin et Benoît Daeninck)
  - 2e de la poursuite individuelle
- 2012
  - 3e de la poursuite par équipes
- 2013
  -  Champion de France de poursuite par équipes (avec Thomas Boudat, Romain Cardis et Maxime Piveteau)
  - 2e de la poursuite individuelle
- 2014
  -  Champion de France de poursuite individuelle
  -  Champion de France de poursuite par équipes (avec Thomas Boudat, Lucas Destang et Jean-Marie Gouret)
- 2015
  -  Champion de France de poursuite par équipes (avec Thomas Boudat, Bryan Coquard et Bryan Nauleau)
  -  Champion de France de l'omnium
  - 2e de la poursuite individuelle
- 2017
  - 3e de la poursuite par équipes
  - 3e de la poursuite individuelle

### Autres compétitions
- Poursuite par équipe de l'Open des nations 2015 (avec Julien Duval, Maxime Daniel et Corentin Ermenault)

## Palmarès sur route

### Palmarès amateur
- 2009
  - Ronde du Sel
- 2011
  - 1re étape du Circuit du Mené (contre-la-montre)
  - 2e de Vendée Les Trois Rivières
  - 3e de La Suisse Vendéenne
- 2012
  - 2e étape du Saint-Brieuc Agglo Tour (contre-la-montre)
  - Grand Prix cycliste de Machecoul :
    - Classement général
    - 2e étape
- 2013
  -  Champion de France universitaire du contre-la-montre[10]
  - Chrono des Achards
  - 2e de Loire-Atlantique Espoirs
- 2014
  - 3e étape du Tour d'Eure-et-Loir (contre-la-montre par équipes)
  - Critérium de Beauvoir-sur-Mer
  - 2e étape du Saint-Brieuc Agglo Tour (contre-la-montre)
  - 3e étape du Tour de Seine-Maritime (contre-la-montre par équipes)
  - 2e étape du Grand Prix cycliste de Machecoul (contre-la-montre par équipes)
  - 2e du championnat de France du contre-la-montre amateurs
  - 2e du Chrono des Achards
  - 3e du Circuit des plages vendéennes

### Palmarès professionnel
- 2018
  - 1re étape du Sharjah Tour (contre-la-montre)

### Résultats sur les grands tours

#### Tour d'Espagne
1 participation
- 2016 : 150e

### Classements mondiaux
| Année                                 | 2014 | 2015 | 2016  | 2017 | 2018  | 2019 | 2020 | 2021 | 2022  |
| ------------------------------------- | ---- | ---- | ----- | ---- | ----- | ---- | ---- | ---- | ----- |
| Classement mondial                    |      |      | 1935e | nc   | 1529e | nc   | nc   | nc   | 1518e |
| UCI Europe Tour                       | 855e | 862e | 1287e | nc   | 1776e | nc   | nc   | nc   | 1015e |
| UCI Asia Tour                         | nc   | nc   | nc    | nc   | 297e  |      |      |      |       |
|                                       |      |      |       |      |       |      |      |      |       |
| Légende : nc = non classéSource : UCI |      |      |       |      |       |      |      |      |       |